# George Jurgovan
George Jurgovan (n. 1889, Drăguș, jud. Brașov – d. 28 martie 1939, Drăgușul Făgărașului) a fost un deputat în Marea Adunare Națională de la Alba Iulia, organismul legislativ reprezentativ al „tuturor românilor din Transilvania, Banat și Țara Ungurească”, cel care a adoptat hotărârea privind Unirea Transilvaniei cu România, la 1 decembrie 1918.:p. 133

## Biografie
S-a născut în 1889, în Drăguș, fostul județ Făgăraș, astăzi Brașov. A studiat Teologia. A participat la Primul Război Mondial în calitate de locotenent în armata austro-ungară. A fost comandantul Gărzii Naționale din Drăguș. A decedat la 29 martie 1939 în Drăgușul  Făgărașului.:p. 138

## Activitatea politică

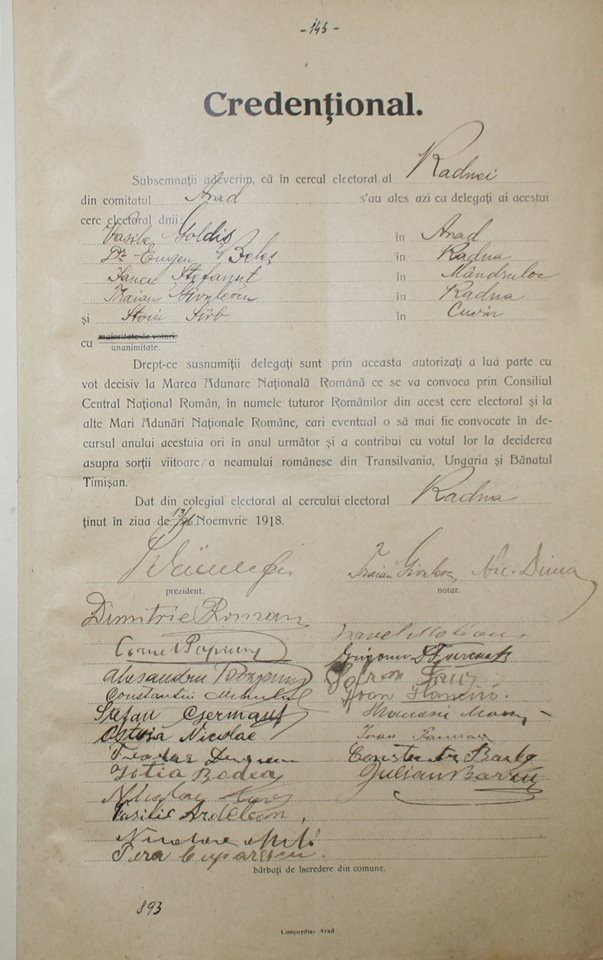
Credențional

A participat la Marea Adunare Națională de la Alba Iulia din 1 decembrie 1918 ca delegat al „Societății de consum” din Drăguș.:p. 133